# Velény
Velény es un pueblo ubicado en el distrito de Szentlőrinc, en el condado de Baranya, Hungría.

## Superficie
Posee una superficie de 7,090 kilómetros cuadrados.

## Demografía
Hasta 2023 la población era de 124 habitantes, con una densidad de población de 17,49 habitantes por kilómetro cuadrado.